# بیورن فاو
 بیورن فاو (انگلیسی: Björn Phau؛ زاده ۴ اکتبر ۱۹۷۹) یک تنیس‌باز اهل آلمان است.